# Алекса Крсмановић (пуковник)
Алекса Крсмановић (Бијела Вода, Соколац 5. септембар 1943 — Пале, 24. фебруар 2021) био је пуковник Војске Републике Српске. Током Одбрамбено-отаџбинског рата обављао је дужност помоћника команданта за позадину Сарајевско-романијског корпуса ВРС.

## Биографија
Након завршене основне, средње школе и Војне академије КОВ ЈНА, започео је службовање од Љубљане, Задра, Загреба, Тузле до Сарајева. Почетак рата затекао га је у команди Седме армијске области у Сарајеву.
Заједно са генералом Ђорђем Ђукићем, под неразјашњеним околностима, киднапован је од стране муслиманске полиције 30. јануара 1996. на путу за Лукавицу. Хапшење двојице високих официра ВРС изазвало је "млаку" рекцију политичког врха Републике Српске и оштру реакцију војног врха ВРС. Главни хашки истражилац Ричард Голдстон је 7. фебруара 1996. издао захтјев Влади БиХ у којем је тражио да се у име Трибунала ухапсе двојицу осумњичених официра. Иако је дан раније Алија Изетбеговић изјавио да ће Ђукић и Крсмановић бити ослобођени, они су 12. фебруара 1996. пребачени у Хаг гдје су их саслушавали истражитељи. Крсмановић и Ђукић били су међу првим притвореницима у Схевенингену. И док је генерал Ђукић оптужен да је "вршио злочине против човјечности", Крсмановић је ослобођен одговорности и 4. априла 1996. враћен из Хага у Сарајево. Са сарајевског аеродрома пребачен је у Централни затвор у Сарајеву. Након укључивања Момчила Крајишника у овај случај, власти у Сарајеву су донијеле одлуку да Крсмановића замијене за тадашњег посланика у Скупштини републике Бих Ибрана Мустафића који је заробљен у јулу 1995. у Сребреници.
Крсмановић је био борац прве категорије и члан Борачке организације Републике Српске, гдје је својевремено обављао функцију председника Одбора породица погинулих и заробљених бораца. Његов син Дарко Крсмановић погинуо је као припадник Војске Републике Српске у мјесту Крушево код Олова.
Преминуо је 24. фебруара, а сахрањен је 25. фебруара 2021. на гробљу Градац на Сокоцу.